# Seminarios de Arquitectura Latinoamericana
Los Seminarios de Arquitectura Latinoamericana (SAL) se realizan desde el año 1985 convocando arquitectos, urbanistas, teóricos e historiadores a un espacio de debate y reflexión acerca de la historia y el desarrollo de la producción arquitectónica y urbana latinoamericana y sus particularidades regionales.

## Sus orígenes
En el año 1985 se llevó a cabo, en la ciudad de Buenos Aires, la I Bienal de Arquitectura organizada por el Centro de Arte y Comunicación (CAYC), la Sociedad Central de Arquitectos y la revista Summa. La nutrida presencia de invitados norteamericanos y europeos, que brindaban sus conferencias en el Teatro San Martín en horarios centrales, dejando para los latinoamericanos los turnos vespertinos y nocturnos en el ámbito de la Facultad de Arquitectura (FAU) de la Universidad de Buenos Aires, llevó a que varios participantes propusieran la conformación de una mesa de trabajo que abordase específicamente la realidad latinoamericana. Presidida por el arquitecto Ramón Gutiérrez, la mesa convocó a una nutrida cantidad de estudiantes de arquitectura que abandonaron una conferencia de la Bienal oficial. Los dos días que siguieron a dicha mesa, unos dos mil estudiantes  participaron en las presentaciones que destacados arquitectos latinoamericanos de la talla de Rogelio Salmona, Manuel Moreno, Togo Díaz, Joaquim Guedes, Eduardo San Martín, Cristian Fernández Cox, Enrique Browne, Juvenal Baracco, Pedro Belaunde, Antonio Toca y Laureano Forero, entre otros, con el apoyo de diversas cátedras y profesores de la FAU como Jorge Moscato, Rodolfo Sorondo, Alberto Petrina, Freddy Garay, Rafael E. J. Iglesia y Jorge Ramos. El último día del encuentro, en la Sociedad Central de Arquitectos, Ramón Gutiérrez redactó un pequeño manifiesto planteando la voluntad de dar continuidad a este emprendimiento espontáneo e iniciado durante esos días.

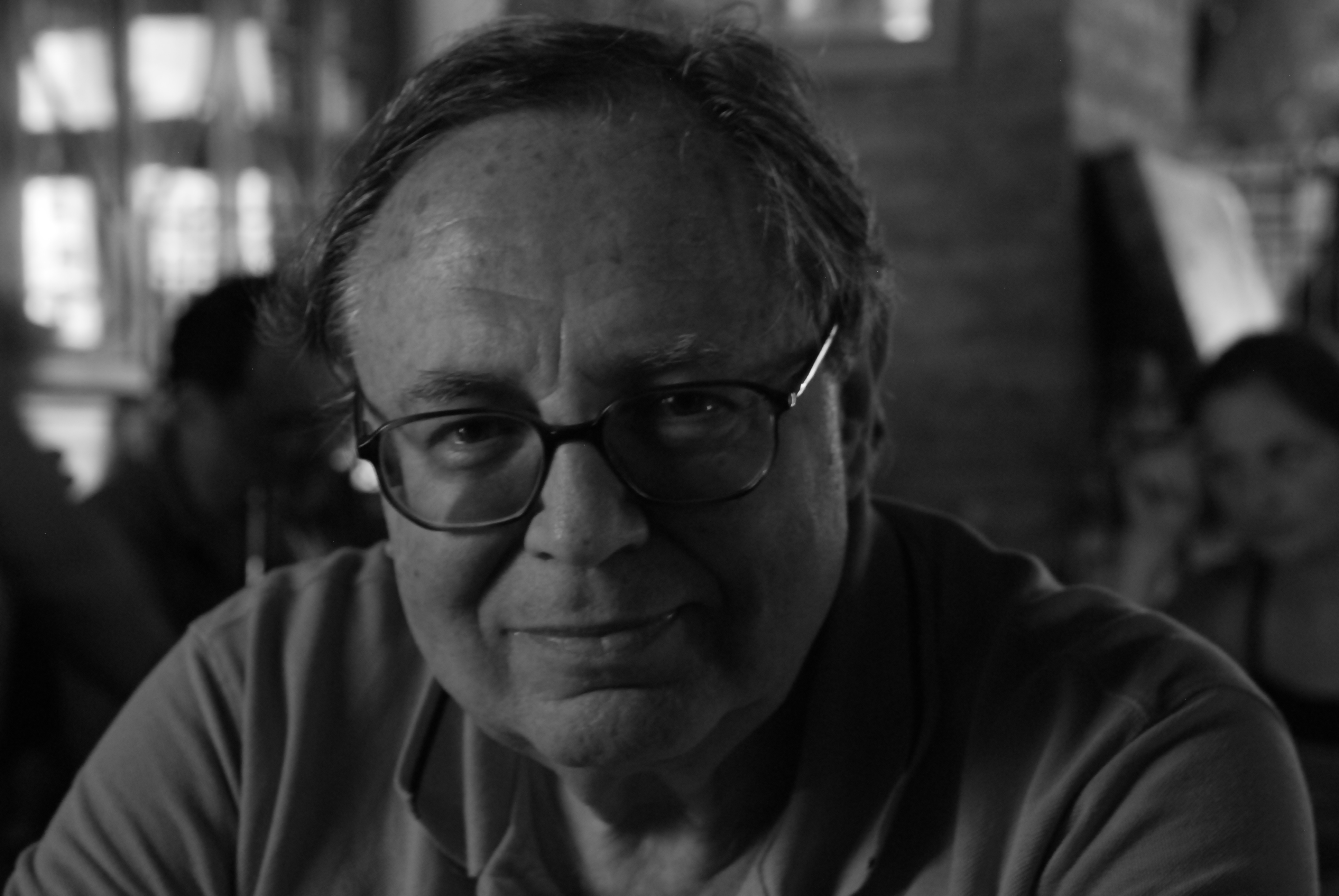
Ramón Gutiérrez

Este encuentro, que a la sazón sería reconocido como el primer Seminario de Arquitectura Latinoamericana (SAL), consiguió el apoyo de la revista Summa que, encabezada por Marina Waisman y Lala Méndez Mosquera, con la colaboración de Marcelo Martín, Julio Cacciatore, Miriam Chandler, Alberto Petrina, Patricia Méndez y Adriana Irigoyen, aseguraría la realización en el año 1986 del II SAL, nuevamente en la ciudad de Buenos Aires.

## La institucionalización y la proyección de los SAL
En los años subsiguientes, la organización de estos SAL alcanzaría una regularidad que ha seguido hasta el presente. Si la primera reunión había sido conformada en forma espontánea y la segunda convocada por una revista de arquitectura, la tercera ya tenía el respaldo de una universidad, con todo el apoyo académico que eso representaba. Todo esto permitiría que se fuera construyendo un sistema de apoyos institucionales para dar ritmo bianual a reuniones, si bien los SAL nunca se constituyeron formalmente como asociación o entidad ad hoc.

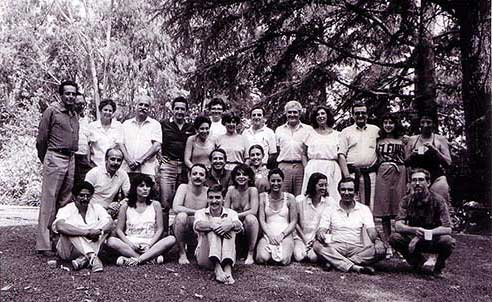
Asistentes al II Seminario de Arquitectura Latinoamericana, realizado en la ciudad de Buenos Aires en el año 1986

Si bien algunos participantes que acompañaron inicialmente la aventura  de los SAL creyeron cumplidas sus intenciones o se marginaron de sus temáticas latinoamericanas, en aras de la nueva globalización o de la reducción de la arquitectura a una mera manifestación inmobiliaria, muchos otros, sin embargo, reemplazaron a los ausentes demostrando que el movimiento de los SAL no ha agotado su capacidad de iniciativa ni la fuerza de sus demandas.
Se puede decir que los SAL también representaron una especie de fuerza centrífuga que actuó en América Latina con derivaciones a España y Portugal, estimulando otras iniciativas animadas por el mismo espíritu, entre ellas:
1. Las actividades de intercambio y cooperación entre revistas de arquitectura, que dieron lugar a sucesivas reuniones y más recientemente a la constitución de la red ARLA (Asociación de Revistas Latinoamericanas de Arquitectura).
2. Las ediciones de libros y guías sobre arquitectura latinoamericana, encaradas por la editorial Escala (Colombia), la Junta de Andalucía, la Universidad Autónoma Metropolitana (México), el Instituto de Arte Americano e Investigaciones Estéticas «Mario J. Buschiazzo» con su publicación “Anales” (Universidad de Buenos Aires, Argentina) y las revistas Summa y Summa + (Argentina).
3. La valorización de la documentación de la arquitectura latinoamericana, destacándose la creación del  (Centro de Documentación de Arquitectura Latinoamericana) en 1995, que fortaleció la difusión del pensamiento latinoamericano, la protección del patrimonio documental y el apoyo a los investigadores.

Los sucesivos SAL han configurado una suerte de institución con existencia real pero sin ninguna figura jurídica respectiva. Pues los SAL constituyen ante todo un movimiento carente de autoridades y permanentemente autoconvocado. Siempre existió quien enarbolara la bandera y la responsabilidad de llevarlo adelante con el apoyo de alguna institución formal, fuera universitaria, profesional o pública. El SAL ha podido mantener su trayectoria porque siempre hubo quien consideró valioso el espíritu de reflexión y debate que genera entre los profesionales, los investigadores, los planificadores, los teóricos y los críticos de la arquitectura. Los nuevos tiempos, la renovación generacional, las miradas abarcantes y los testimonios acerca de los requerimientos pendientes de nuestras comunidades siguen movilizando a quienes tienen una visión de la arquitectura que no se agota en el éxito personal sino que trata de asociarse a los destinos sociales y culturales de la Patria Grande latinoamericana.

## Los Seminarios

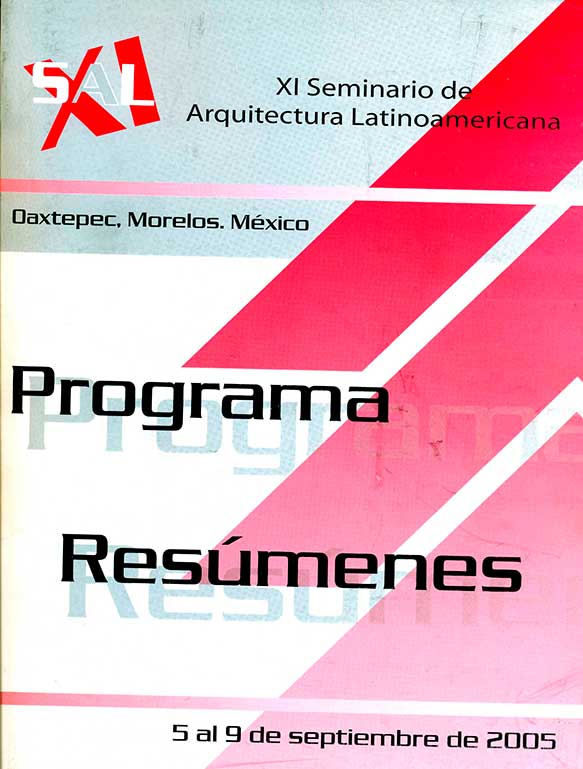
Programa del XI Seminario de Arquitectura Latinoamericana, realizado en la ciudad de Oaxtepec (México), entre los días 5 al 9 de septiembre de 2005.

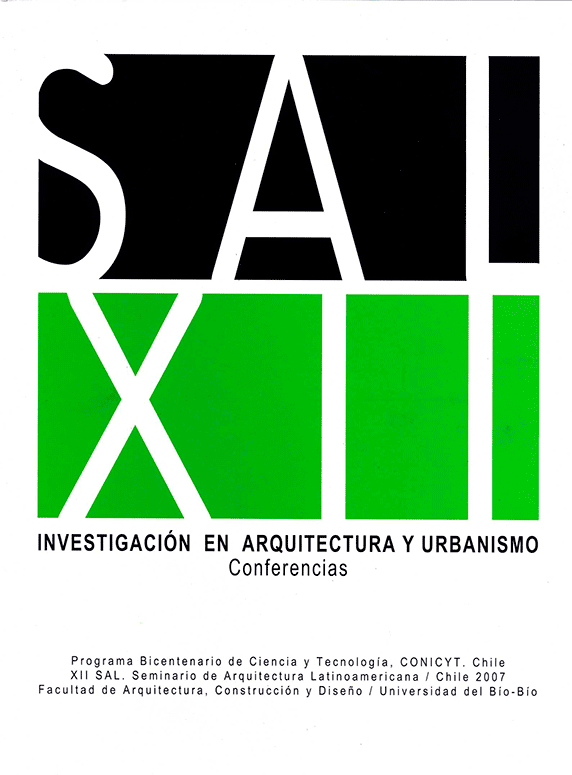
Programa del Seminario de Arquitectura Latinoamericana XII, realizado en la ciudad de Concepción (Chile) en el año 2007.

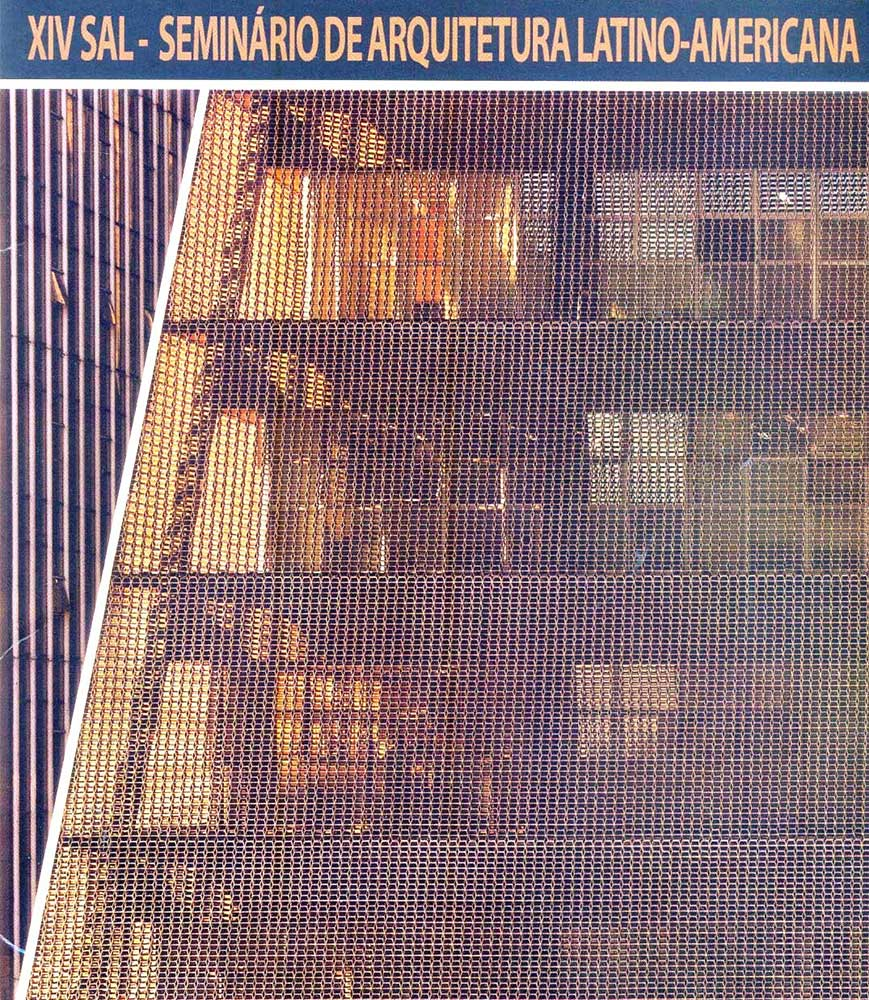
Programa del XIV Seminario de Arquitectura Latinoamericana, realizado en Campinas (Brasil) en 2011

A la fecha, los SAL realizados fueron los que siguen, indicando fecha, sitio, entidad organizadora y (cuando corresponde) las consignas respectivas:
- I SAL

Buenos Aires (Argentina). 1985
- II SAL

Buenos Aires (Argentina). 1986
Revista Summa.
- III SAL

Manizales (Colombia). 1987.
Universidad Nacional de Colombia, sede Manizales
- IV SAL

Tlaxcala (México). 1989.
Universidad Autónoma Metropolitana (Azcapotzalco y Xochimilco)
- V SAL

Santiago (Chile). 1991.
“Nuestro espacio urbano: propuestas morfológicas.”
Universidad Nacional de Chile.
- VI SAL

Caracas (Venezuela). 1993.
“Nuestra arquitectura reciente: conceptos y realizaciones.”
Facultad de Arquitectura y Urbanismo, Universidad Central de Venezuela
- VII SAL

San Pablo (Brasil). 1995.
“Cidade e arquitetura: construindo o amanha.”
Faculdade de Arquitetura e Urbanismo, Universidade de Sao Paulo.
- VIII SAL

Lima (Perú). 16 al 21 de agosto de 1999.
“Repensando en la arquitectura y la ciudad latinoamericana para el siglo XXI.”
Facultad de Arquitectura, Universidad Ricardo Palma.
- IX SAL

San Juan (Puerto Rico). 26 al 30 de agosto de 2001.
“Globalidad, identidad y rupturas. La función del Patrimonio Arquitectónico. La arquitectura y su inserción social y cultural. Comunicación y difusión. La tutela del norte. Presencia de los Estados Unidos en la arquitectura latinoamericana. Caminos de ida y vuelta.”
Universidad de Puerto Rico, Universidad Politécnica de Puerto Rico y la Federación Panamericana de Asociaciones de Arquitectos.
- X SAL

Montevideo (República Oriental del Uruguay). 17 al 20 de septiembre de 2003.
“Integrando tradición y modernidad.”
Intendencia Municipal de Montevideo, Universidad de la República, Comisión del Patrimonio Cultural de la Nación y Sociedad de Arquitectos del Uruguay
- XI SAL

Oaxtepec (México). 5 al 9 de septiembre de 2005.
“Pensamiento y propuestas: 20 años del SAL.”
Universidad Autónoma Metropolitana (Azcapotzalco y Xochimilco)
- XII SAL

Concepción y Castro (Chile). 12 al 15 de noviembre de 2007.
“Pensamiento construido. La investigación en Arquitectura y Urbanismo en Latinoamérica.”
Universidad del Bio-Bio.

- XIII SAL

Ciudad de Panamá (Panamá).  22 al 25 de septiembre de 2009.
“Arquitectura y clima.”
Escuela de Arquitectura y Diseño de América Latina y el Caribe (ISTHMUS)
- XIV SAL

Campinas (Brasil). 8 al 11 de noviembre de 2011.
“Aportes a la crítica de la arquitectura y el urbanismo en América Latina: reflexiones sobre los 25 de SAL y proyectos para el siglo XXI.”
Universidade Estadual de Campinas, Pontificia Universidade Católica de Campinas, Universidade Prebisteriana Mackenzie y Universidade de Sao Paulo.
- XV SAL

Bogotá (Colombia). 23 al 26 de septiembre de 2013.
“Arquitectura y espacio urbano: memorias del futuro.”
Fundación Rogelio Salmona, Universidad Nacional de Colombia, Universidad de los Andes, Pontificia Universidad Javeriana y Universidad Tadeo Lozano.
- XVI SAL

Santo Domingo (República Dominicana). 2 al 6 de noviembre de 2015.
“El archipiélago latinoamericano: tránsito del sincretismo a la heterotopía.”
Universidad Nacional Pedro Henríquez Ureña, Universidad Iberoamericana, Universidad Central del Este, Pontificia Universidad Católica Madre y Maestra, Archivo de Arquitectura Antillana, Fundación Walter Palm y Sociedad de Arquitectos de la República Dominicana.
- XVII SAL

Quito (Ecuador). 14 al 16 de noviembre de 2018.
"Identidad, solidaridad y austeridad"
Red Interuniversitaria de Estudios Urbanos de Ecuador (CiviTIC) y la Pontificia Universidad Católica de Ecuador (PUCe).
- XVIII SAL

Chiloé (Chile). 3 al 7 de diciembre de 2024.
"Desde el mito fundacional"
Delegación Chiloé del Colegio de Arquitectos de Chile, la Corporación de Estudios Urbanos y Arquitectónicos de Chiloé (CEUACH) , la Universidad de Los Lagos y la Universidad del Bío Bío.

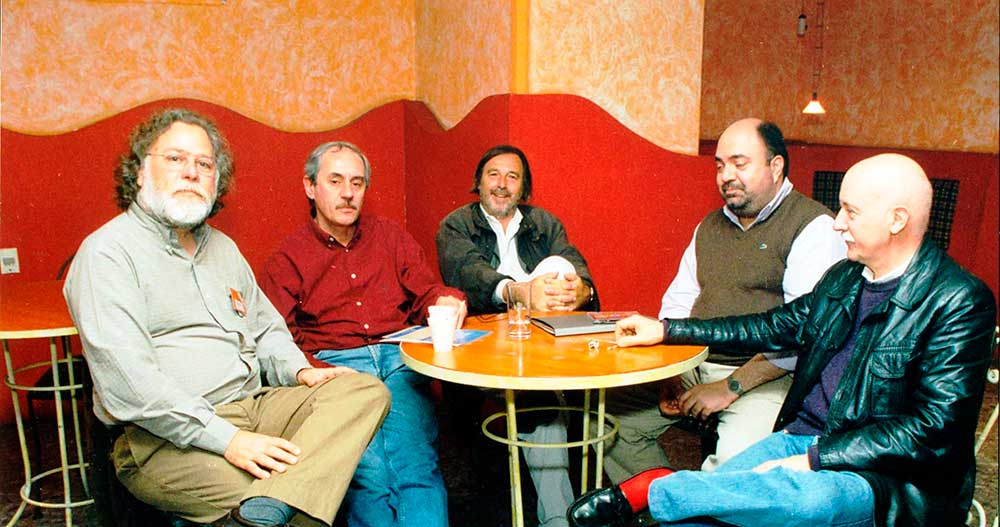
Argentinos en el X SAL, Montevideo (Uruguay, 2003): Eduardo Maestripieri, Mario Sabugo, Jorge Moscato, Javier Fernández Castro y Jorge Ramos.
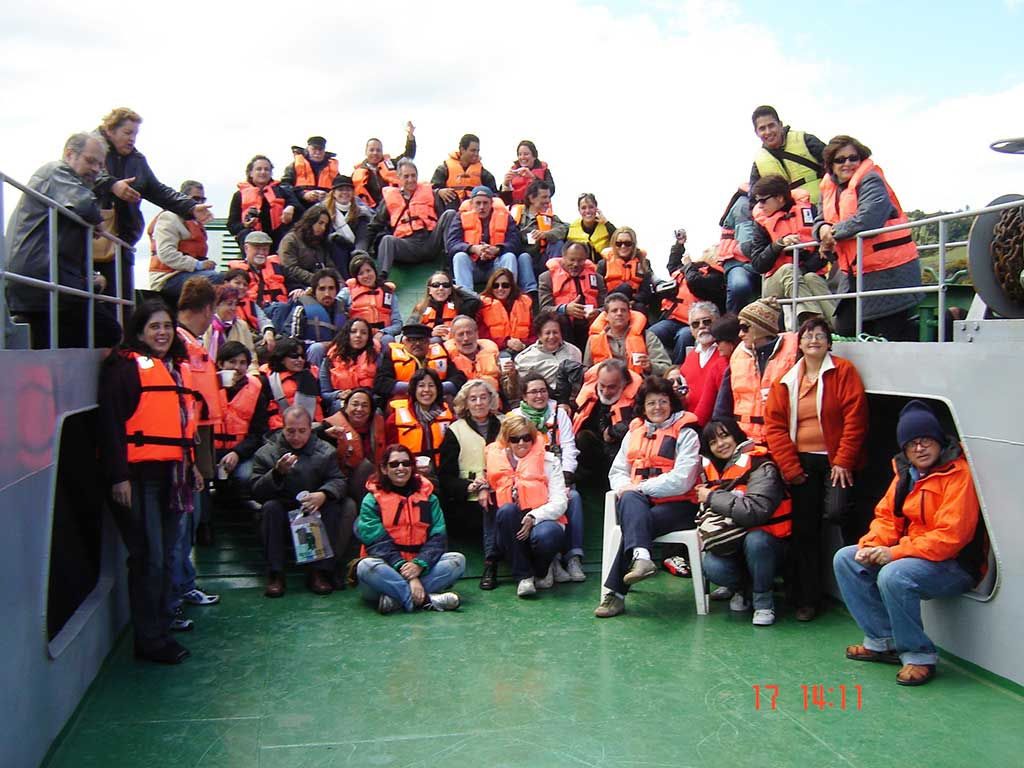
Asistentes al XII SAL en Chiloé (Chile, 2007).
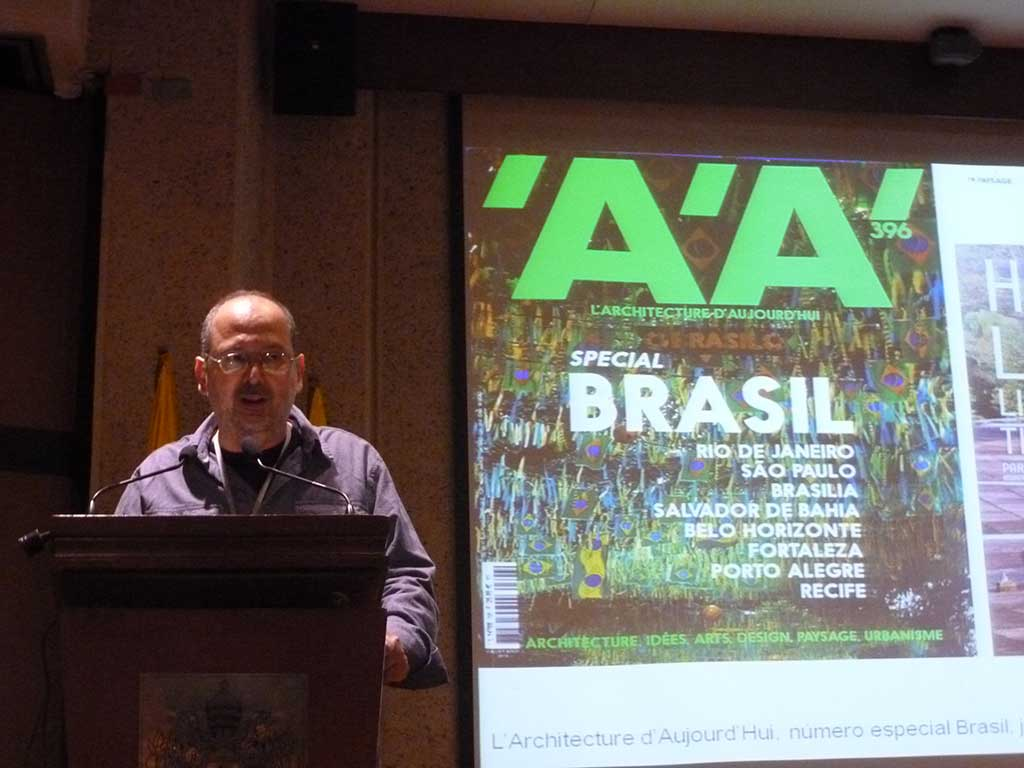
Exposición de Abilio Guerra en el XV SAL, Bogotá (Colombia, 2013).
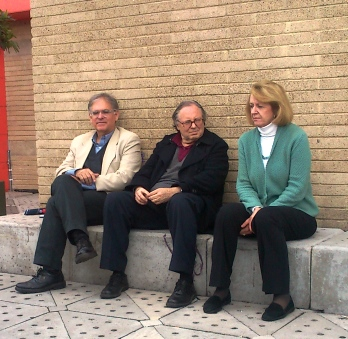
Gustavo Moré (República Dominicana), Ramón Gutiérrez (Argentina) y Louise Noelle (México) en el evento preparatorio del XV SAL (Bogotá, 2013)

## Premios América
Los sucesivos SAL, a partir del celebrado en Manizales en 1987, decidieron otorgar los “Premios América” a aquellos profesionales que hayan producido un pensamiento y una obra comprometidos con América Latina y cuya trayectoria representara una referencia ejemplar para las nuevas generaciones de arquitectos. La lista de los mencionados galardones es:
- 1987: Marina Waisman (Argentina), Luis Barragán (México)

- 1989: Víctor Pimentel Gurmendi (Perú), Fernando Castillo Velasco (Chile)

- 1991: Eladio Dieste (Uruguay), Gabriel Guarda (Chile)

- 1993: Lucio Costa (Brasil)

- 1995: Ramón Gutiérrez (Argentina), Rogelio Salmona (Colombia)

- 2001: Silvia Arango (Colombia), Mariano Arana (Uruguay)

- 2003: Claudio Caveri (Argentina), Manuel Moreno (Chile)

- 2005: Carlos Mijares Bracho (México), Alberto Saldarriaga Rocha (Colombia)

- 2007: Carlos Martner (Chile), Alberto Nicolini (Argentina)

- 2009: Jaime Salcedo Salcedo (Colombia), Fernando González Gortázar (México)

- 2011: João Filgueiras Lima “Lelé” (Brasil), Cristián Fernández Cox (Chile), Carlos Morales Hendry (Colombia)

- 2013: Sergio Magalhaes (Brasil), Hugo Segawa (Brasil), Gustavo Moré (República Dominicana)

- 2015: Juvenal Baracco (Perú), Bruno Stagno (Costa Rica), Jorge Ramos (Argentina), Eugenio Pérez Montás (República Dominicana)

- 2018: Fernando Carrión (Ecuador), Héctor Vigliecca (Uruguay)